# Tipula (Eumicrotipula) inaequiarmata
Tipula (Eumicrotipula) inaequiarmata is een tweevleugelige uit de familie langpootmuggen (Tipulidae). De soort komt voor in het Neotropisch gebied.